# Scheiblraut
Scheiblraut, auch Scheibelrauth, ist ein Streusiedlung (Zerstreute Häuser) der Fraktion Görtschach in der Gemeinde St. Veit in Defereggen im Defereggental (Osttirol).

## Geographie
Scheiblraut liegt am Talboden des Defereggentals nördlich der Defereggentalstraße und der Schwarzach in einer Höhe von rund 1250 bis 1280 Metern. Scheiblraut wird vom Gsaritzerbach durchflossen, der südlich von Scheibelraut in die Schwarzach mündet. Der Frözbach trennt Scheibelraut vom nordöstlich gelegenen Unteregg-Kurztal, nördlich befindet sich der Weiler Ratschitsch, nordwestlich das Dorf Linden, östlich der Ortsteil Zotten.
Die Streusiedlung umfasst im Norden die Hofstellen Scheibelraut (Görtschach 1), Oberscheibelraut (Görtschach 2), Fröhlich (Görtschach 44) sowie an der Defereggentalstraße die Hofstelle Veits (Görtschach 39) sowie die Gebäude Görtschach 53 und 55. Von den ehemals vier Bauernhöfen ist nur noch der Hof Scheibelraut aktiv.

## Geschichte
Die Besiedelung im Bereich der Streusiedlung geht auf die Schwaige (Urhof) „Niederlintnerschaige“ zurück, die der Grundherrschaft des Schloss Bruck (Lienz) unterstand. Auf dem Gebiet dieser Schwaige entstand durch spätere Rodungen die Scheiblraut.
Scheiblraut wurde lange Zeit bei Volkszählungen nicht extra ausgewiesen, sondern bei der Fraktion Görtschach oder dem Dorf eingerechnet. Im Jahr 1890 werden Kurzthal und Scheibelrauth als Einzelhöfe und Bestandteil des Dorfs Görtschach ausgewiesen, wobei damals fünf Gebäude mit 42 Personen gezählt wurden. 1923 wird das Dorf Görtschach nicht extra genannt, jedoch wurde eine Streulage mit vier Gebäuden und 19 Häusern ausgewiesen. Im Jahr 1951 wird Scheibelrauth erstmals als Streusiedlung von der Statistik Austria genannt, wobei damals drei Häuser mit 14 Einwohnern gezählt wurden. 1961 umfasste der Ort drei Gebäude und 14 Menschen, 1981 waren es 14 Menschen in vier Häusern, von denen jedoch nur zwei bewohnt waren. Seit 1991 wird die Bevölkerung von Scheibelraut nicht mehr gesondert ausgewiesen.

## Bauwerke und sakrale Kunst
Der Tiroler Kunstkataster weist für die Ortschaft nur einen Eintrag auf. Am Gsaritzerbach befand sich einst eine eingängige Getreidemühle, die in der ersten Hälfte des 19. Jahrhunderts errichtet worden war. Dem eingeschoßigen Kantblockbau mit schindelgedecktem Satteldach fehlte jedoch schon in jüngerer Zeit das Zellenschaufelrad. Um 2010 wurde das Gebäude abgetragen.